# NGC 4133
NGC 4133 је спирална галаксија у сазвежђу Змај која се налази на NGC листи објеката дубоког неба.
Деклинација објекта је + 74° 54' 16" а ректасцензија 12h 8m 49,3s. Привидна величина (магнитуда) објекта NGC 4133 износи 12,3 а фотографска магнитуда 13,1. NGC 4133 је још познат и под ознакама UGC 7127, MCG 13-9-13, CGCG 352-20, IRAS 12063+7510, PGC 38578.